# 2023年俄羅斯總統國情咨文
2023年聯邦議會俄羅斯聯邦總統國情咨文（俄語：Послание президента России Федеральному собранию 2023 года），是俄羅斯總統弗拉基米爾·普京於2023年2月21日在莫斯科舊商業法院（Старый Гостиный двор）向俄羅斯聯邦會議上議院聯邦委員會和下議院國家杜馬兩院所發表的國情咨文。
國情咨文中，普京中止了與美國的核限制協議，呼籲對烏克蘭戰爭的加強，並表示俄羅斯將實現其軍事目標，但未提及俄羅斯軍隊在戰場上的問題。
該國情咨文是普京發表過其中一場最長的演說，長達1小時45分鐘，僅次於他在2018年發表的俄羅斯總統國情咨文的演說（長達1小時55分鐘）。

## 背景
弗拉基米爾·普京對上一次國情咨文是在2021年4月發表。2022年12月21日傳出消息指普京不會在2022年公佈國情咨文，改為明年2023年發表。普京在2022年12月22日解釋將國情咨文推遲到明年發表的原因，他希望更仔細地檢視演講稿，這樣國情咨文就不會成為一個僅僅形式上的程序。據分析人士稱，普京希望將國情咨文安排在對烏戰爭中取得某個期待已久的重大成果之際發表，但這成果從未實現過。2023年2月10日，總統新聞秘書德米特里·佩斯科夫在新聞發佈會上表示，國情咨文將於2023年2月21日發表。
2023年2月21日同一天，中共中央政治局委員兼中央外事辦主任王毅正在訪問莫斯科，討論由中國領導人習近平提出有關戰爭的和平倡議。而在前一天2023年2月20日，美國總統祖·拜登在事先未宣布之下訪問烏克蘭首都基輔，拜登在2023年2月21日回到華沙的講話中指責俄羅斯犯有危害人類罪，並誓言不會停止幫助烏克蘭。

## 內容

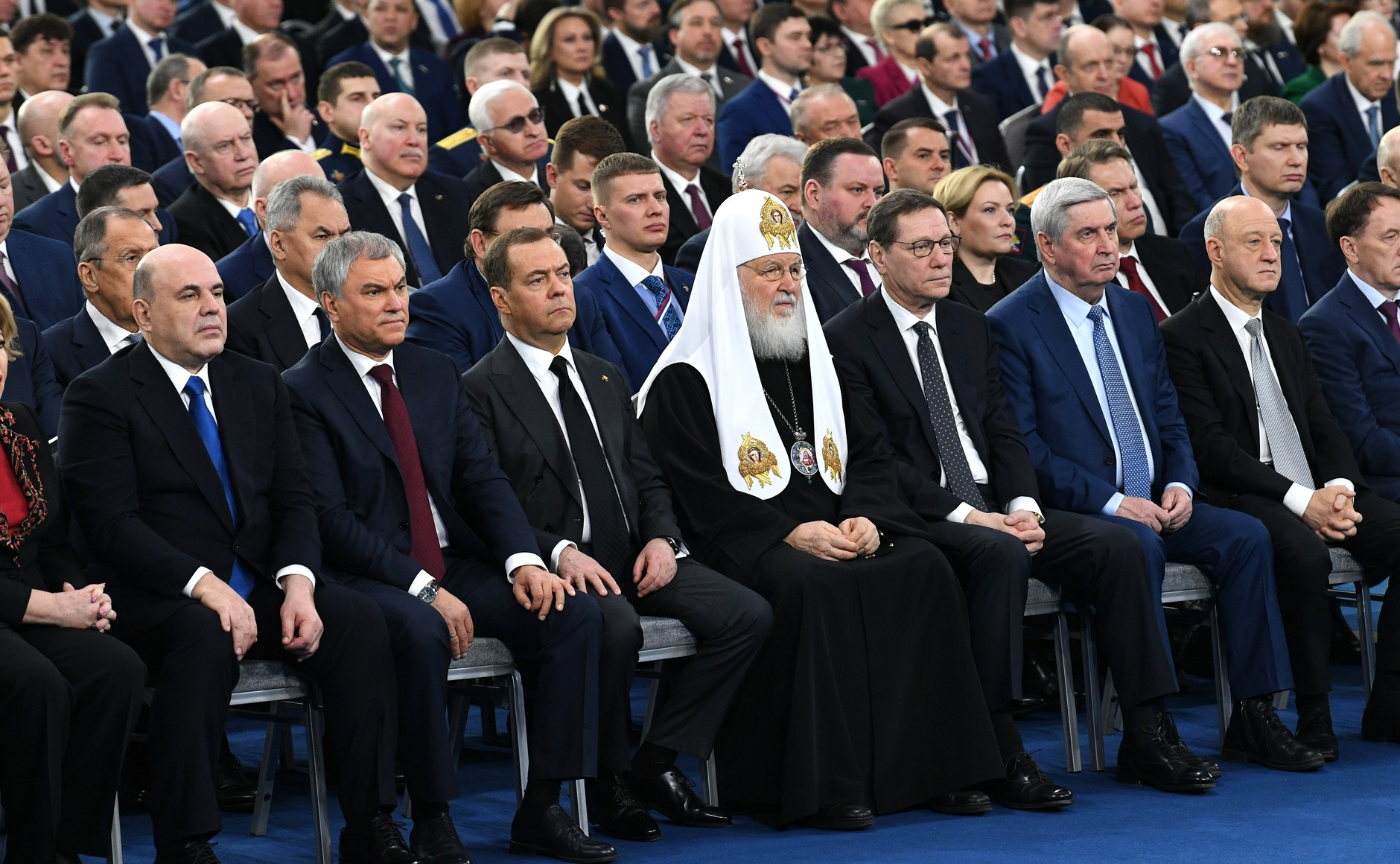
弗拉基米爾·普京發表國情咨文期間的舊商業法院大廳

### 國內問題
國情咨文的大部分內容都是關於國內問題。普京宣稱，俄羅斯的經濟和管理體系已經證明它們的韌性，總體國內生產總值僅下降了2.1％，而不是預測中的崩潰，失業率水平比2019冠狀病毒疫情前還要低。普京認為，2023年第二季度，俄羅斯的通貨膨脹率將接近目標值，即4％。
雖然官方統計數據顯示失業率創下歷史新低，但據俄羅斯統計局的數據，有460萬俄羅斯人從事兼職工作，或因雇主的錯誤而閒置，又正在放無薪假——這至少是過去8年中最高的記錄。截至第一季度末，有112萬人工時不足，24萬人「被閒置」，而330萬人則放無薪假。《GLOBSEC》的專家指出，俄羅斯官方統計數據的不可靠性和不透明，以及戰爭對俄羅斯造成的眾多後果，超出了特定宏觀經濟指標的變化——俄羅斯與國際市場、金融系統、技術、物流、用於生產的中間產品供應不足，許多經濟部門的產量大幅下降，進口和生活水平下降，俄羅斯與國際資本市場脫節，剝奪了俄羅斯任何經濟增長的前景。
普京排除「炮彈代替黃油」政策，聲明防禦開支不應破壞國家的經濟。普京提議成立國家基金，以幫助在俄羅斯入侵烏克蘭行動中喪生的家庭和戰鬥人員，並每半年向在烏克蘭的戰鬥人員提供2周假期。他承諾在2023年9月進行的地方和州選舉及在2024年的總統選舉中「嚴格按照法律」和「遵守所有民主憲法程序」。他呼籲大型企業投資國內項目。此外，普京建議自2024年1月起將最低工資提高至19,242盧布，提高兒童教育稅減免額至10萬盧布，醫療費用抵免額則提高至15萬盧布，並啟動特惠租房計劃，為國防工業企業的員工提供優惠租房；確保向自2007年以來生育子女的俄羅斯附屬領土居民支付生育資本。經濟學家估計普京宣佈的社會措施的總成本為400至5000億盧布。
普京還宣布，住房供應量創下了超過100萬平方米的歷史紀錄。他提出了增加用於發展區域交通、市政和其他基礎設施的基礎設施預算貸款額計劃，並額外撥出2500億盧布用於此目的，普京指示進一步增加50億盧布資金額度。他還表示宣布有意加快貝加爾－阿穆爾鐵路和跨西伯利亞鐵路的現代化改造，開發北極航線，將莫斯科-喀山高速鐵路延伸至葉卡捷琳堡、車里雅賓斯克和秋明，並在未來將其延伸至伊爾庫次克和符拉迪沃斯托克，與哈薩克、蒙古和中國接壤。普京在國情咨文中以「真相在我們這邊」作為結尾。
在普京的國情咨文中，他對過去一年發生在俄羅斯與烏克蘭戰爭所帶來的變化，包括教育方面的改變、對維權組織的壓制、前線士兵的死亡以及社會上侵略性言論的增加進行了規範。
在普京發表國情咨文期間，《全俄國家電視廣播公司》服務器、Smotrim（俄語：Смотрим）平台和《第一頻道》網站遭受了來自納瓦爾尼陣營志願者等各方面的DDoS攻擊。

### 與烏克蘭的戰爭
普京的國情咨文三分之一內容是關於與烏克蘭的戰爭。普京不再將戰爭描繪為「解放烏克蘭的特別軍事行動」，而是描繪為對抗西方文明的存亡之戰。普京沒有談及他入侵鄰國的目標或任務，但詳細講述其原因。這信息在某些方面與2022年2月24日開始全面入侵烏克蘭時的講話相似。在這信息中，普京再次毫無根據地重申，西方「發動了戰爭」，而俄羅斯「使用武力來結束戰爭」，試圖將衝突的責任推給美國及其盟國。在他的國情咨文中，普京避免討論俄羅斯在前線不斷增加的損失和整個戰場上正在發生的情況，而俄軍未達到普京預期的目標。

### 「雪絨花」旅
在他的國情咨文中，普京表示：「最近，烏克蘭武裝部隊的一個旅被命名為「雪絨花」，真丟人，這使我們感到羞恥，但他們並不覺得丟臉。這個名字來源於希特勒的師團，參與了對猶太人的驅逐，戰俘的處決，以及對南斯拉夫，意大利，捷克斯洛伐克和希臘的游擊隊的懲罰行動。新納粹分子並沒有掩蓋他們認為自己是誰的繼承人。令人驚訝的是，在西方，沒有任何當局注意到這一點。」據《Current Time》雜誌指出，普京沒有提到俄羅斯在2016年之前也有一個特種部隊編隊被命名為「雪絨花」，此外，歐洲許多國家的軍隊都使用雪絨花作為他們的標誌，與納粹意識形態沒有任何關係。

### 俄羅斯創紀錄的收成
普京表示，2022年俄羅斯農民收穫了創紀錄的超過1.5億噸穀物。在俄佔扎波羅熱和俄佔赫爾松，俄羅斯獲得了存放在烏克蘭倉庫的數百萬噸穀物，隨後還收割了另外600萬噸。據烏克蘭稱，這解釋「創紀錄的收成」的原因。而在前一年，俄羅斯收穫了7600萬噸穀物，只有今年的一半。

### 入侵前西方向烏克蘭提供武器
根據普京的說法，在入侵之前，「基輔和西方正在向烏克蘭供應防空系統、戰鬥機、和其他重型設備進行談判」。然而，在俄羅斯全面侵略烏克蘭之前，西方並未表現出向烏克蘭提供現代武器的任何意圖。烏克蘭僅在2022年10月才從德國接收了第一批IRIS-T防空系統。現代坦克，包括德國豹2型坦克和英國挑戰者2坦克，將在2023年2月之後才交付給烏克蘭，而美國的M1艾布蘭主力戰車可能會延遲至2024年交付。目前還沒有交付戰鬥機，2023年1月31日，美國總統祖·拜登表示反對將F-16戰隼戰鬥機移交給烏克蘭的提議。2023年2月18日，英國國防大臣本·華萊士表示，烏克蘭將在戰爭結束後才能接收颱風戰鬥機。

### 俄羅斯暫停《新削減戰略武器條約》
在國情咨文的最後，普京宣布俄羅斯暫停參與《新削減戰略武器條約》（START），該條約限制俄美之間不受控制的軍備競賽。俄羅斯外交部隨後表示，俄羅斯將繼續遵守START規定的數量限制，直至2026年條約到期。
根據《BBC俄語新聞》的記者帕維爾·阿克肖諾夫（Павла Аксёнова）的觀點，《新削減戰略武器條約》的暫停並不會立即導致軍備競賽的開始，但在這個對安全至關重要的問題上缺乏透明度，將導致核武器力量的發展和根據潛在敵人的假想而制定指引性文件。
歐盟外交和安全政策高級代表何塞普·博雷利表示，克里姆林宮暫停該條約的決定「進一步證明，俄羅斯的所作所為正在摧毀冷戰結束時建立的安全體系」。北約秘書長延斯·斯托爾滕貝格呼籲俄羅斯重新考慮暫停START的決定。聯合國秘書長發言人斯特凡·杜加里克表示，俄羅斯和美國「應該毫不拖延地恢復全面實施START」。美國國務卿安東尼·布林肯稱俄羅斯的決定「非常輕率和不負責任」。
《紐約時報》記者戴維·桑格推測，俄羅斯暫停該條約不會改變現狀，因為由於2019冠狀病毒病的大流行，核檢查已被暫停，去年「俄羅斯人開始找借口拒絕核檢查」。
柏林科學與政策基金會安全政策研究組負責人克勞迪婭·馬約爾（Claudia Major）認為：短期內俄羅斯的決定幾乎不會改變任何事情；但從長遠來看，這一決定可能會阻止START延期至2026年。

## 後續

### 取消《五月法令》
在聯邦議會的國情咨文結束後不久，普京簽署了一項法令，該法令宣佈他在2012年公佈的《五月法令》（Майские указы）其中的〈關於實施俄羅斯聯邦外交政策的措施〉條款已經失效。該法令旨在實現《第三次削減戰略武器條約》，尋求與歐盟的和解和免簽證制度、與美國保持穩定和可預測的互動關係、發展俄羅斯與北約的關係、加深並發展與亞洲國家的合作夥伴關係、擴大白俄羅斯在俄白聯盟國的合作、積極促進南奧塞梯和阿布哈茲的有限承認國家成長為現代民主國家，並尋求基於尊重摩爾多瓦主權和領土完整的途徑，解決德涅斯特河沿岸地區的爭端。

## 外部連結
- 国情咨文全文 （页面存档备份，存于） （俄文）